# Whitman (Familienname)
Whitman ist ein ursprünglich angelsächsischer Familienname.

## Herkunft und Bedeutung
Whitman ist ein Übername mit der Bedeutung white man (deutsch: weißer Mann) nach der Haar- oder Hautfarbe des ersten Namenträgers.

## Namensträger
- Cedric Hubbell Whitman (1916–1979), US-amerikanischer Klassischer Philologe
- Charles Joseph Whitman (1941–1966), US-amerikanischer Amokläufer
- Charles Otis Whitman (1842–1910), US-amerikanischer Biologe und Ethologe
- Charles S. Whitman (1868–1947), US-amerikanischer Jurist und Politiker
- Christine Todd Whitman (* 1946), US-amerikanische Politikerin
- Ezekiel Whitman (1776–1866), US-amerikanischer Politiker
- George Whitman (1913–2011), US-amerikanisch-französischer Buchhändler und Bohemien
- James Q. Whitman (* 1957), US-amerikanischer Jurist
- Lemuel Whitman (1780–1841), US-amerikanischer Politiker
- Mae Whitman (* 1988), US-amerikanische Schauspielerin
- Malcolm Whitman (1877–1932), US-amerikanischer Tennisspieler
- Marcus Whitman (1802–1847), US-amerikanischer Arzt und Missionar
- Marina von Neumann Whitman (1935–2025), US-amerikanische Ökonomin und Managerin
- Meg Whitman (* 1956), US-amerikanische Managerin
- Richard G. Whitman (* 1975), britischer Politikwissenschaftler
- Robert V. Whitman (1928–2012), US-amerikanischer Geotechniker
- Royal Whitman (1857–1946), US-amerikanischer Orthopäde
- Russ Whitman, US-amerikanischer Jazzmusiker
- Sarah Helen Whitman (1803–1878), US-amerikanische Dichterin
- Sarah Wyman Whitman (1842–1904), US-amerikanische Künstlerin
- Slim Whitman (1923–2013), US-amerikanischer Country-Sänger
- Stuart Whitman (1928–2020), US-amerikanischer Schauspieler
- Walt Whitman (1819–1892), US-amerikanischer Dichter
- Walter Gordon Whitman (1895–1974), US-amerikanischer Chemiker